# ファミリー (バンド)
ファミリー（Family）は、1960年代から70年代にかけて活動したイギリスのロック・バンド。ブルース・ロック、ジャズ、アシッド・フォーク、サイケデリック・ロック、プログレッシブ・ロックなど、様々な音楽を独自の感覚でクロスオーヴァーさせたそのサウンドは唯一無二のものであり、今日なお高く評価されている。またフロントマンのロジャー・チャップマンによる、独特のビブラートのかかったボーカルも強く印象に残るものであり、欧州圏を中心に熱心なファンを獲得した。

## 略歴

### バンド初期 (1966年–1969年)
1962年、ロンドン北東の町・レスターにて、ギタリストのチャーリー・ホイットニーがファリーナスなるバンドを結成したことがファミリーの原点である。数年の活動を経て、ボーカルのロジャー・チャップマン、ベーシストのリック・グレッチらを加え、1967年に本格的にロンドン進出を決定。この際、米国人のプロデューサー・キム・フォーリーのアドバイスに基づき、当時のヒッピームーブメントの隆盛を意識して、グループ名をファミリーと改める。リプリーズ・レコードと長期の契約を結んだ彼らは、この時点では上記の3人の他、ロブ・タウンゼンド（ドラムス）、ジム・キング（サックス）を加えた5人編成で成り立っていた。
1968年、トラフィックのデイヴ・メイスンのプロデュースにより、1stアルバム『ミュージック・イン・ア・ドールズハウス』を発表。ヴァラエティに富んだサウンドとコンセプチャルな統一感を両立させた音作りが評判を呼ぶ。続く1969年の2ndアルバム『エンタテインメント』は商業面でも成功を収め、直後に初の米国ツアーも実施するが、その途中でグレッチがブラインド・フェイスに加入するために脱退。後任のベーシストにジョン・ワイダー（元エリック･バードン＆ジ・アニマルズ）を迎え、イギリスに戻ってローリング・ストーンズのハイド・パークのコンサートや、ワイト島フェスティヴァルでプレイする。この直後に、行動面で問題があるとされたキングが解雇され、マルチプレイヤーのポリ・パーマーが後任として加入。

### バンド後期 (1970年–1973年)
1970年には3rdアルバム『ア・ソング・フォー・ミー』、4thアルバム『エニイウェイ』の2枚を立て続けに発表。この年は再び米国（サンフランシスコ、ボストン）ツアーも行い、音楽面では成功を収めるが、その後今度はワイダーが脱退し、後任にモーグル・スラッシュからジョン・ウェットンが加入する。ボーカルも取れる彼の加入はサウンドに更に幅を持たせ、5thアルバム『フィアレス』（1971年）、6thアルバム『バンドスタンド』（1972年）の2枚を制作。これらはユニークな変形ジャケットでも話題になった。しかしその後ウェットンはキング・クリムゾンに引き抜かれ、またパーマーもグレッチとの新グループ結成のために脱退。1973年、ジム・クリーガン（ベース）、トニー・アシュトン（キーボード）の両名を迎え、自ら設立したレーベル「ラフト」から7thアルバム『エクランの虚像』を発表。しかし、このアルバムの発売とほぼ同時にグループの解散が発表され、その6年間の活動に終止符が打たれた。
解散後、バンドの中核であったチャップマンとホイットニーは、ボブ・テンチ（元ジェフ・ベック・グループ）やニコ・マクブレイン（後にアイアン・メイデンに加入）を加えストリートウォーカーズを結成して1977年まで活動。その後ソロに転向したチャップマンは、特にファミリーの支持が高いドイツに拠点を移して活動したが、2009年に音楽界からの引退を発表した。

### 再結成 (2013年-)
2012年9月にバンドは、O2・シェパーズ・ブッシュ・エンパイアにて、ロジャー・チャップマン、ポリ・パーマー、ロブ・タウンゼンド、ジム・クリーガンをフィーチャーした1回限りの再開ライブを2013年2月2日に開催すると発表した。このライブの後も、同じ4人にサポートを加えた編成で2016年まで続けた。

## 歴代メンバー
- ロジャー・チャップマン (Roger Chapman) – ボーカル、ハーモニカ、テナー・サックス、パーカッション (1966年–1973年、2013年-2016年)
- チャーリー・ホイットニー (John "Charlie" Whitney) – ギター、シタール、キーボード (1966年–1973年)
- リック・グレッチ (Ric Grech) – ベース、ヴァイオリン、チェロ、ボーカル (1966年–1969年) - 1990年没
- ジム・キング (Jim King) – サックス、ハーモニカ、ティン・ホイッスル、ピアノ、ボーカル (1966年–1969年) - 2012年没
- ハリー・オーヴァーナル (Harry Ovenall) – ドラム、パーカッション (1966年–1967年)
- ロブ・タウンゼンド (Rob Townsend) – ドラム、パーカッション (1967年–1973年、2013年-2016年)
- ポリ・パーマー (John "Poli" Palmer) – キーボード、フルート、ヴィブラフォン、シンセサイザー (1969年–1972年、2013年-2016年) - 2025年没[1]
- ジョン・ワイダー (John Weider) – ベース、ギター、ヴァイオリン (1969年–1971年)
- ジョン・ウェットン (John Wetton) – ベース、ギター、ボーカル (1971年–1972年)
- ジム・クリーガン (Jim Cregan) – ベース、ギター (1972年–1973年、2013年-2016年)
- トニー・アシュトン (Tony Ashton) – キーボード、アコーディオン、メロトロン、ボーカル (1972年–1973年) - 2001年没

## ディスコグラフィ

### スタジオ・アルバム
- 『ミュージック・イン・ア・ドールズハウス』 - Music in a Doll's House (1968年)
- 『エンタテインメント』 - Family Entertainment (1969年)
- 『ア・ソング・フォー・ミー』 - A Song for Me (1970年)
- 『エニイウェイ』 - Anyway (1970年)
- 『フィアレス』 - Fearless (1971年)
- 『バンドスタンド』 - Bandstand (1972年)
- 『エクランの虚像』 - It's Only a Movie (1973年) ※旧邦題『イッツ・オンリー・ア・ムーヴィ』

### ライブ・アルバム
- BBC Radio 1 in Concert (1991年)
- Family Live (2003年)
- 『BBCラディオ VOL.1』 - BBC Volume 1: 1968–1969 (2004年)
- 『BBCラディオ VOL.2』 - BBC Volume 2: 1971–1973 (2004年)
- 『BBCラディオ1970 VOL.3』 - BBC Volume 3: 1970 (2009年)

### コンピレーション・アルバム
- Old Songs New Songs (1971年) ※過去のアルバム収録曲のリミックスと未収録曲からなるコンピレーション盤
- Best of Family (1974年)
- From The Archives (1980年)
- Peel Sessions (1989年)
- Best Of Family (1990年)
- A's & B's (1992年)
- The Best of Family & Friends (2002年)
- In Their Own Time (2006年)
- History (2013年)